# Michel d’Amboise

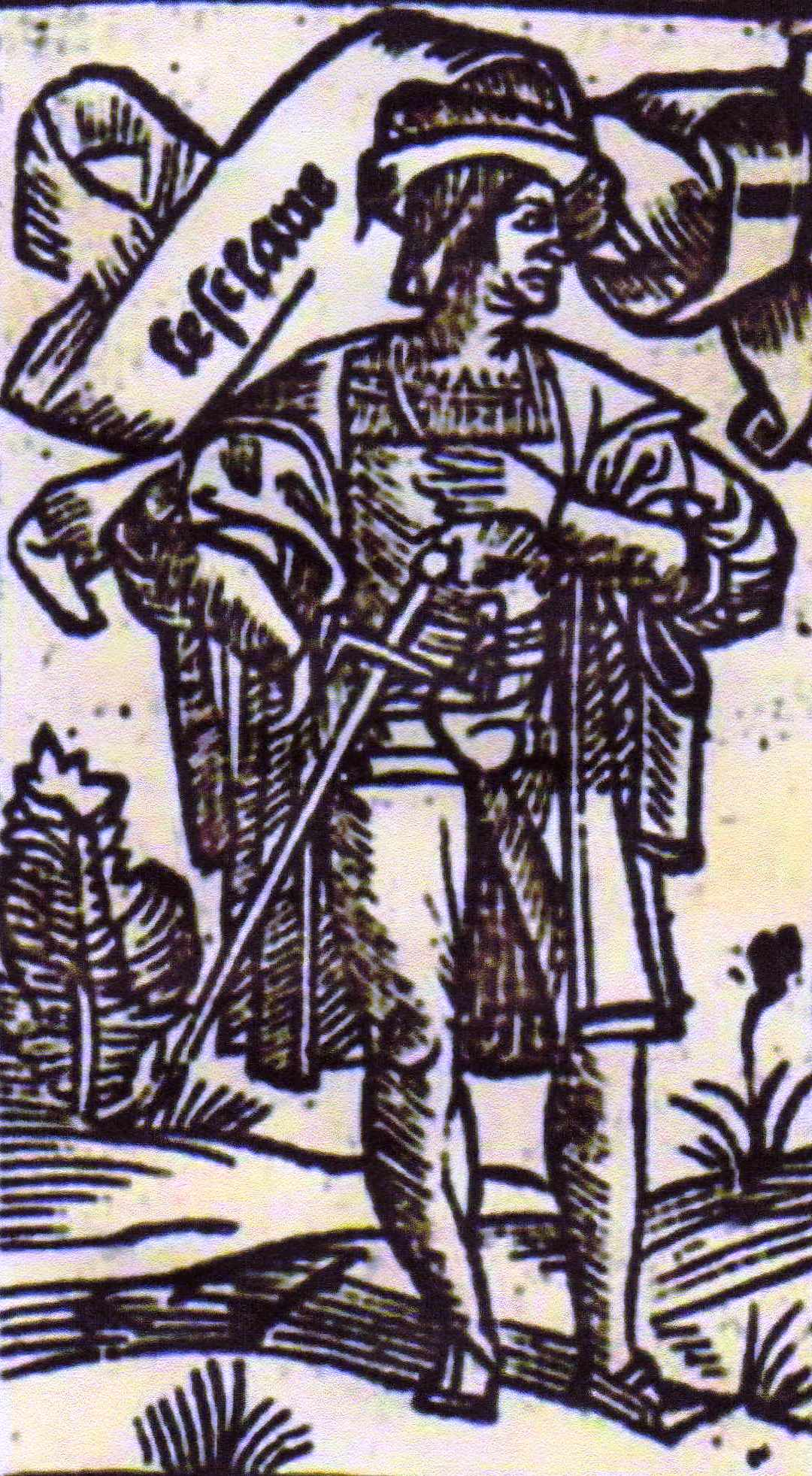
Michel d'Amboise, Selbstdarstellung aus seinem Werk "la penthaire de l'esclave fortuné (1530)

Michel d’Amboise (* um 1505 in Neapel; † nach 1548; richtiger Michel Bâtard d’Amboise), genannt l’Esclave fortuné („der vermögende Sklave“), war ein Höfling, Dichter und Essayist.
Er war der uneheliche Sohn von Charles II. d’Amboise und einer heute unbekannten Frau, Neffe von Catherine d’Amboise und Vetter von Antoinette d’Amboise. 
Seine Tante Catherine d’Amboise, die für einige Dichter Mäzenin war, unterstützte ab März 1525 Michel, nachdem ihr Neffe Georges d’Amboise, Michels Halbbruder und einziger Sohn ihres verstorbenen Bruders Charles II., in der Schlacht von Pavia im Februar 1525 gefallen war, bis sie ihn aufgrund seiner Eskapaden davonjagte – woraufhin Michel in seiner Cousine Antoinette d’Amboise kurzfristig eine neue Gönnerin fand. Nach Abbruch dieser Beziehung ging er nach Paris, wo er bald wegen seiner Schulden verhaftet wurde. Während seiner zweijährigen Einkerkerung im Châtelet (1529–1531) nutzte er die Zeit, um seine ersten Werke zu verfassen:
- Les complaintes de l’esclave fortuné
- Les bucoliques de Baptiste Mantua
- La penthaire de l’esclave fortuné où sont contenues plusieurs lettres et fantaisies

Nach seinem Gefängnisaufenthalt lebte Michel d’Amboise weiterhin auf großem Fuß, immer knapp bei Kasse, und zögerte nicht, mehrere seiner Gedichte drucken zu lassen – die Themen waren seine persönliche finanzielle Situation und das Unglück in der Welt – die er seinen Mäzeninnen in Form einer Bittschrift widmete.
Er pflegte eine Freundschaft mit Dichtern wie Gilles Corrozet und François Habert, genannt Le Banni de Liesse.
Siehe auch: Haus Amboise

## Werke
- Michel d’Amboise. Divers recueils de poésie parlées et chantées
- Michel d’Amboise, Le Guidon des gens de guerre, Essay, Paris, 1543. (ré-édition Galliot du Pré, Paris, 1843, 176 Seiten)